# 멜로디 메이커
멜로디 메이커(영어: Melody Maker)는 영국의 주간 음악 잡지로 최초의 주간 음악 출판지 중 하나이다. 1926년에 댄스 밴드 음악가들을 중점으로 한 잡지 발간을 시작하였다. 출판인은 로런스 라이트였으며, 첫 편집자는 에드거 잭슨이었다. 2001년 1월에는 장기간 동안 라이벌 관계를 유지해왔던 뉴 뮤지컬 익스프레스에 인수되었다.

## 역사
원래 멜로디 메이커는 재즈 중점의 잡지였고, 영국의 음악 선구자 중 한 명이었던 맥스 존스가 있었다. 하지만 로큰롤 신의 관심도는 다른 곳보다 없었으며, 1952년에 생긴 뉴 뮤지컬 익스프레스에 밀리게 되었다. 멜로디 메이커는 1956년 4월 7일에 주간 싱글 차트(톱 20)를 발간하였으며, 1958년 11월 레코드 미러가 영국 음반 차트를 발표한지 2년 만에 LP 차트를 만들어냈다. 1964년부터는 단순한 오락거리가 아닌 진지한 음악 연구로 음악과 음악가들에게 접근하며 경쟁하였다. 크리스 웰치나 레이 콜먼과 같은 스태프들은 재즈 아티스트들에게만 적용했던 관점을 미국의 영향을 받은 록과 팝 그룹의 등장에 적용하였다.
1965년 3월 6일, 멜로디 메이커는 영국 정부에게 비틀즈가 훈장을 수여받아야 한다고 이야기하였으며, 그 해 6월 12일 네 명의 멤버 모두가 대영 제국 훈장을 받았다. 1960년대 후반에는 10대 중심의 NME보다 오래되었다는 점을 겨냥하며 명예를 회복하였다. 또한 포크나 재즈 같은 소수만이 듣는 관심사 전용 페이지와 악기에 대한 자세한 리뷰를 썼다.
1960년대 중반 웰치, 리처드 윌리엄스, 마이클 왓츠, 스티브 레이크와 같은 평론가는 대중음악을 진지하게 접근한 최초의 영국 언론인들로, 스틸리 댄, 캣 스티븐스, 레드 제플린, 핑크 플로이드, 헨리 카우와 같은 음악가를 조명하였다.